# Lawrence Barrett
Lawrence Barrett, pseudonimo di Lawrence Brannigan (Paterson, 4 aprile 1838 – New York, 20 marzo 1891), è stato un attore teatrale statunitense.
Dopo l'esordio a Detroit nel 1853, recitò al Winter Garden Theatre di Edwin Booth dal 1862 al 1864, ma nel 1884 si spostò a Londra.
Rimpatriato, nel 1886 formò con Booth una fortunata compagnia teatrale.